# Sabrina (film 1995)
Sabrina è un film di Sydney Pollack del 1995, interpretato da Harrison Ford, Julia Ormond e Greg Kinnear, remake dell'omonimo film del 1954 di Billy Wilder, con Audrey Hepburn, Humphrey Bogart e William Holden.

## Trama
Sabrina è la figlia unica di Tom Fairchild, il fedele autista dei Larrabee di Long Island, titolari d'una grande multinazionale nel settore delle telecomunicazioni. La giovane ha sempre spiato le sontuose feste nel parco della villa dall'alto di un albero, e soprattutto David, il secondogenito, per il quale ha una vera infatuazione.
Il destino la porta a Parigi, dove lavora per due anni per Vogue e il fotografo di moda Louis le fa da cortese chaperon. Ma la notizia che David si è fidanzato con Elizabeth, la figlia di Patrick Tyson, altro magnate del settore, è un colpo mortale ai suoi sogni.
Al ritorno Sabrina, che si è trasformata nel corso del soggiorno parigino in una donna elegante e raffinata, con il suo fascino seduce David, mettendo a repentaglio una fusione da un miliardo di dollari, per salvare la quale interviene il concreto e arido Linus, il figlio maggiore, che con la madre Maud si occupa di tutto. Questi, trattenendo a casa con sedativi David, porta Sabrina con il suo aereo su un'isola a fotografare lo chalet di famiglia con la scusa di venderlo e poi a cena. La giovane a poco a poco si interessa a lui, intenerita dalla sua solitudine.
Successivamente Linus, d'accordo con la madre, intende condurre Sabrina a Parigi per poi piantarla con una generosa offerta: un appartamento e una rendita. Ma all'atto di realizzare il piano, pentito, svela tutto alla giovane che parte sola ed offesa. Intanto David rientra in se stesso e capisce che Elizabeth è la sua donna e l'azienda il suo vero interesse.
Mentre Linus vorrebbe interrompere la fusione, David interviene prendendo le redini dell'azienda e mandando il fratello a raggiungere a Parigi Sabrina, avendo capito che Linus è innamorato della giovane.

## Incassi e recensioni
Il film si rivelò un flop al botteghino: per quanto dignitoso, l'incasso totale di 53 milioni di dollari era comunque molto inferiore alle aspettative dei produttori. A penalizzarlo fu l'ovvio paragone con la versione originale del 1954 col suo indimenticabile trio di protagonisti, Audrey Hepburn, Humphrey Bogart e William Holden.
Il parere della critica fu discorde ma comunque tendente al positivo. Su Rotten Tomatoes la pellicola raggiunge, in base a 46 recensioni, un punteggio di 65/100.

## Curiosità
- Nella scena del set fotografico a Parigi dove Sabrina fa l'assistente in una specie di fontana, la modella nera spesso in primo piano è Carmen Chaplin, nipote di Charlie Chaplin.